# العزازمة (دمياط)
العزازمة هي إحدى قرى مركز فارسكور التابع لمحافظة دمياط بجمهورية مصر العربية.